# Kabinet-Trump II
Het kabinet-Trump II is de uitvoerende macht van de Verenigde Staten van Amerika sinds 20 januari 2025. Voormalig president Donald Trump van de Republikeinse Partij werd voor een tweede termijn verkozen als de 47e president van de Verenigde Staten. Hij won de presidentsverkiezingen van 2024 van de Democraat en zittend vicepresident Kamala Harris. Trump werd eerder verslagen voor een tweede termijn bij de verkiezingen van 2020 door Democraat en oud-vicepresident Joe Biden. 
| Nr.                  | Functie(s) | Functie(s)                                               | Ambtsbekleder         | Ambtsbekleder                | Ambtstermijn     | Ambtstermijn | Partij(en) |
| -------------------- | ---------- | -------------------------------------------------------- | --------------------- | ---------------------------- | ---------------- | ------------ | ---------- |
| 47                   |            | President van de Verenigde Staten                        | Donald Trump          | Donald Trump (1946)          | 20 januari 2025  | heden        | R          |
| 50                   |            | Vicepresident van de Verenigde Staten                    | J.D. Vance            | J.D. Vance (1984)            | 20 januari 2025  | heden        | R          |
| Kabinet              |            |                                                          |                       |                              |                  |              |            |
| Nr.                  | Functie(s) | Functie(s)                                               | Ambtsbekleder         | Ambtsbekleder                | Ambtstermijn     |              | Partij(en) |
| 72                   |            | Minister van Buitenlandse Zaken                          | Marco Rubio           | Marco Rubio (1971)           | 21 januari 2025  | heden        | R          |
| 79                   |            | Minister van Financiën                                   | Scott Bessent         | Scott Bessent (1962)         | 28 januari 2025  | heden        | R          |
| 29                   |            | Minister van Defensie                                    | Pete Hegseth          | Pete Hegseth (1980)          | 25 januari 2025  | heden        | R          |
| 87                   |            | Minister van Justitie                                    | Pam Bondi             | Pam Bondi (1965)             | 5 februari 2025  | heden        | R          |
| 55                   |            | Minister van Binnenlandse Zaken                          | Doug Burgum           | Doug Burgum (1956)           | 1 februari 2025  | heden        | R          |
| 33                   |            | Minister van Landbouw                                    | Brooke Rollins        | Brooke Rollins (1972)        | 13 februari 2025 | heden        | R          |
| 41                   |            | Minister van Economische Zaken                           | Howard Lutnick        | Howard Lutnick (1961)        | 21 februari 2025 | heden        | R          |
| 30                   |            | Minister van Arbeid                                      | Lori Chavez-DeRemer   | Lori Chavez- DeRemer (1968)  | 11 maart 2025    | heden        | R          |
| 26                   |            | Minister van Volksgezondheid en Sociale Zaken            | Robert F. Kennedy jr. | Robert F. Kennedy jr. (1954) | 13 februari 2025 | heden        | O          |
| 19                   |            | Minister van Volkshuisvesting en Stedelijke Ontwikkeling | Scott Turner          | Scott Turner (1972)          | 5 februari 2025  | heden        | R          |
| 20                   |            | Minister van Transport                                   | Sean Duffy            | Sean Duffy (1971)            | 28 januari 2025  | heden        | R          |
| 17                   |            | Minister van Energie                                     | Chris Wright          | Chris Wright (1965)          | 4 februari 2025  | heden        | R          |
| 13                   |            | Minister van Onderwijs                                   | Linda McMahon         | Linda McMahon (1948)         | 3 maart 2025     | heden        | R          |
| 12                   |            | Minister van Veteranenzaken                              | Doug Collins          | Doug Collins (1966)          | 5 februari 2025  | heden        | R          |
| 8                    |            | Minister van Binnenlandse Veiligheid                     | Kristi Noem           | Kristi Noem (1971)           | 25 januari 2025  | heden        | R          |
| Executive Office     |            |                                                          |                       |                              |                  |              |            |
| Nr.                  | Functie(s) | Functie(s)                                               | Ambtsbekleder         | Ambtsbekleder                | Ambtstermijn     | Ambtstermijn | Partij(en) |
| 32                   |            | Stafchef van het Witte Huis                              | Susie Wiles           | Susie Wiles (1957)           | 20 januari 2025  | heden        | R          |
| 44                   |            | Directeur van het Bureau voor Management en Budget       | Russell Vought        | Russell Vought (1976)        | 7 februari 2025  | heden        | R          |
| Buitenlands beleid   |            |                                                          |                       |                              |                  |              |            |
| Nr.                  | Functie    | Functie                                                  | Ambtsbekleder         | Ambtsbekleder                | Ambtstermijn     | Ambtstermijn | Partij     |
| [ 12 ]               |            | Ambassadeur bij de Verenigde Naties                      | Dorothy Shea          | Dorothy Shea (1964)          | 20 januari 2025  | heden        | O          |
| 20                   |            | Handels- vertegenwoordiger                               | Jamieson Greer        | Jamieson Greer (1981)        | 27 februari 2025 | heden        | R          |
| Agentschappen        |            |                                                          |                       |                              |                  |              |            |
| Nr.                  | Functie    | Functie                                                  | Ambtsbekleder         | Ambtsbekleder                | Ambtstermijn     | Ambtstermijn | Partij     |
| 17                   |            | Directeur van de Environmental Protection Agency         | Lee Zeldin            | Lee Zeldin (1980)            | 29 januari 2025  | heden        | R          |
| 28                   |            | Directeur van de Small Business Administration           | Kelly Loeffler        | Kelly Loeffler (1970)        | 20 februari 2025 | heden        | R          |
| Inlichtingendiensten |            |                                                          |                       |                              |                  |              |            |
| Nr.                  | Functie    | Functie                                                  | Ambtsbekleder         | Ambtsbekleder                | Ambtstermijn     | Ambtstermijn | Partij     |
| 8                    |            | Directeur van de Nationale Inlichtingendiensten          | Tulsi Gabbard         | Tulsi Gabbard (1981)         | 12 februari 2025 | heden        | R          |
| 26                   |            | Directeur van de Central Intelligence Agency             | John Ratcliffe        | John Ratcliffe (1965)        | 23 januari 2025  | heden        | R          |

## Overige bijzonder zichtbare functionarissen
| Nr.    | Functie                 | Functie                                          | Ambtsbekleder      | Ambtsbekleder           | Ambtstermijn     | Ambtstermijn     | Partij |
| ------ | ----------------------- | ------------------------------------------------ | ------------------ | ----------------------- | ---------------- | ---------------- | ------ |
| 8      |                         | Directeur van de Federal Bureau of Investigation | Kash Patel         | Kash Patel (1980)       | 21 februari 2025 | heden            | R      |
| 21     |                         | Chairman of the Joint Chiefs of Staff            | Charles Brown      | Charles Brown (1962)    | 1 oktober 2023   | 21 februari 2025 | O      |
| 22     |                         | Chairman of the Joint Chiefs of Staff            | Dan Caine          | Dan Caine (1968)        | 14 april 2025    | heden            | O      |
| 30     |                         | Nationaal Veiligheidsadviseur                    | Mike Waltz         | Mike Waltz (1974)       | 20 januari 2025  | 1 mei 2025       | R      |
| [ 16 ] |                         | Nationaal Veiligheidsadviseur                    | Marco Rubio (1971) | 1 mei 2025              | heden            | R                |        |
|        |                         | Counselor                                        | Peter Navarro      | Peter Navarro (1949)    | 20 januari 2025  | heden            | R      |
|        | Alina Habba (1984)      | Counselor                                        | 20 januari 2025    | heden                   | R                |                  |        |
|        | Stanley Woodward (1984) | Counselor                                        | 20 januari 2025    | heden                   | R                |                  |        |
| 25     |                         | Binnenlands Adviseur                             | Stephen Miller     | Stephen Miller (1985)   | 20 januari 2025  | heden            | R      |
| 36     |                         | Perschef van het Witte Huis                      |                    | Karoline Leavitt (1997) | 20 januari 2025  | heden            | R      |

## Wetenswaardigheden
- Trump is de eerste president sinds Grover Cleveland die twee niet opeenvolgende kabinetten leidt.
- Susie Wiles als stafchef van het Witte Huis is de eerste vrouwelijke ambtsbekleder van die functie.
- Marco Rubio als minister van Buitenlandse Zaken is de eerste latino ambtsbekleder op dat ministerie.
- Robert F. Kennedy jr. en Tulsi Gabbard waren voorheen lid van de Democratische Partij.
- Voor de tweede keer in de geschiedenis van de Verenigde Staten bracht een vice-president de beslissende stem uit bij de benoeming van een minister. Op 24 januari 2025 eindigde de stemming over Pete Hegseth als minister van Defensie op een 50/50 gelijke stand en besliste vice-president J.D. Vance finaal in het voordeel van Hegseth. De eerste keer was Trumps vorige vice-president Mike Pence die in 2017 in het voordeel van Betsy DeVos stemde als minister van Onderwijs.[22]